# Royston Drenthe

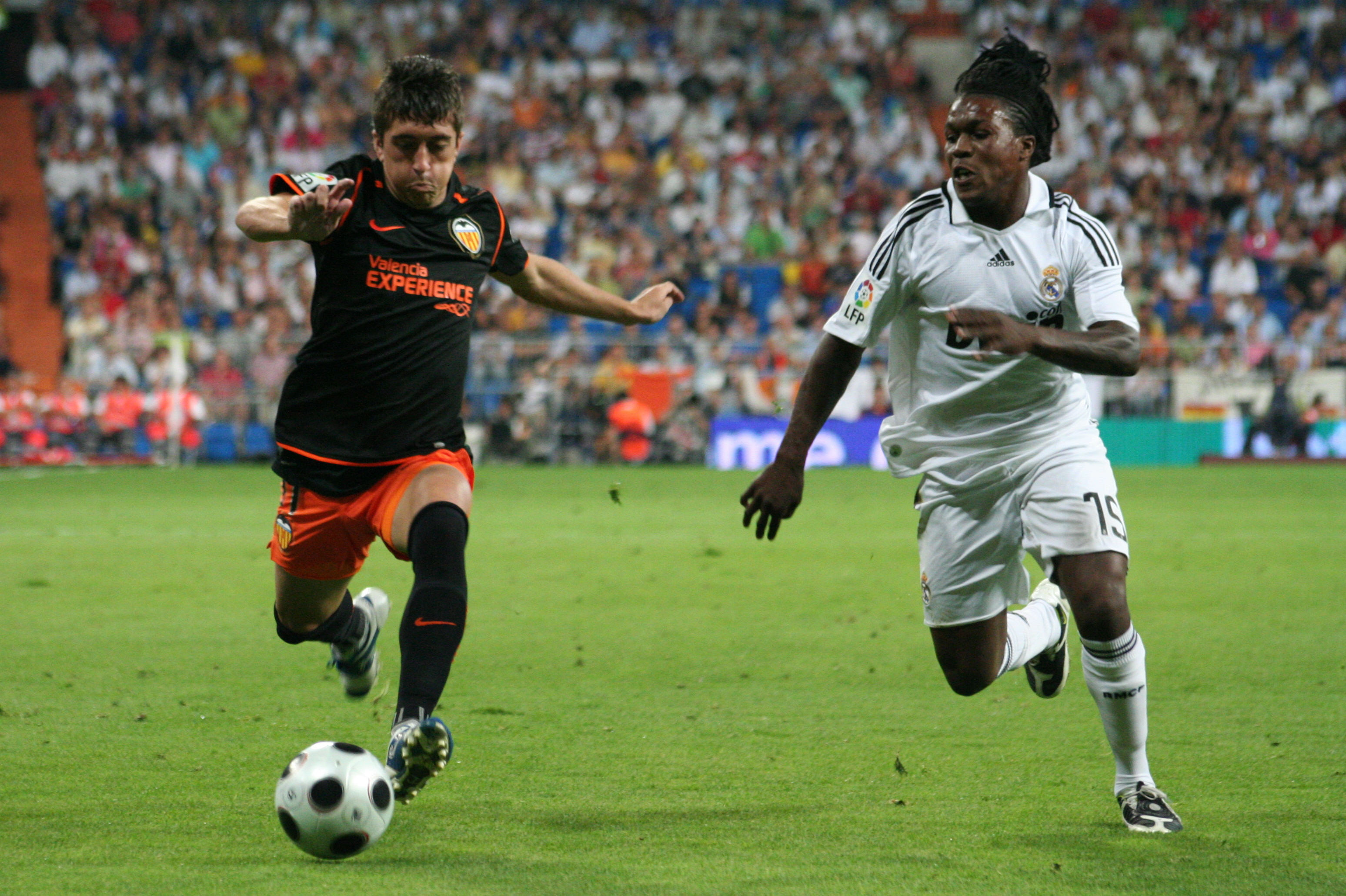
Drenthe en un partit amb el Madrid

Royston Drenthe (Rotterdam, 8 d'abril de 1987) és un exfutbolista neerlandès amb ascendència surinamesa. La seva posició era la d'extrem esquerre, tot i que podia jugar també de lateral esquerrà.

## Biografia
Va fitxar pel Reial Madrid l'estiu de 2007 provinent del Feyenoord per 14 milions d'euros. El 20 d'agost de 2007, en la tornada de la Supercopa d'Espanya davant el Sevilla FC, Drenthe va debutar al Bernabéu en partit oficial, marcant un gol.
El 31 d'agost de 2010 es va fer oficial la seva cessió a l'Hèrcules CF d'Alacant en no tenir lloc al primer equip madrileny. Durant la pretemporada 2011-12, un altre cop a l'equip blanc, no va comptar per al tècnic Jose Mourinho, que ni el va convocar per a cap partit.
El 31 d'agost de 2011 el conjunt madrileny va transferir els drets federatius del jugador a l'Everton FC.

### Internacional
Amb la selecció neerlandesa va guanyar l'Eurocopa sub-21 de l'any 2007, en la qual els Països Baixos van actuar com amfitrions després d'haver guanyat l'any anterior. En aquest campionat, Drenthe va marcar un gol enfront de Bèlgica, partit finalitzat 2-2. A més, va ser nomenat millor jugador de la competició.
És un jugador explosiu tant en regat com en velocitat.

## Palmarès
Reial Madrid
- Lliga espanyola:
  - 2007-08
- Supercopa d'Espanya:
  - 2008

## Curiositats
- Presenta una forta semblança amb Edgar Davids, jugador de l'Ajax d'Amsterdam.